# Ki/oon Records
Ki/oon Records (キューンレコード?) è una casa discografica giapponese, sussidiaria della Sony Music Japan, fondata nell'ottobre del 2001.
Produce soprattutto artisti pop e rock leggero, alcuni molto famosi anche fuori dal Giappone, tra cui L'Arc~en~Ciel, gli Asian Kung-Fu Generation, i FLOW, gli Home Made Kazoku, le Puffy AmiYumi, i POLYSICS, le Chatmonchy, i Denki Groove e i solisti May J. e Ken.